# Cultura de Los Millares

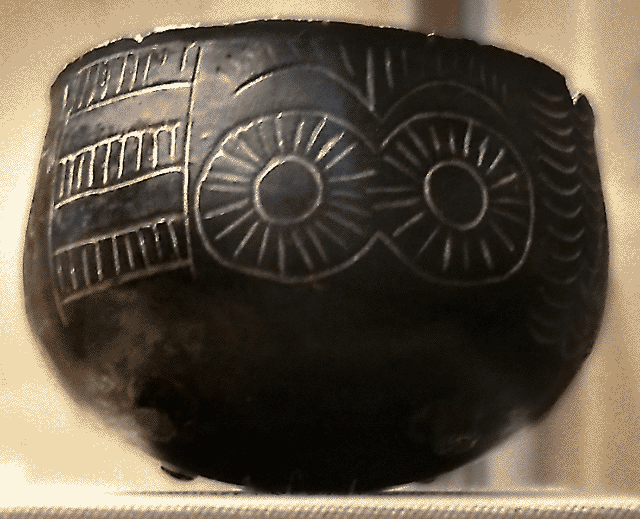
Tigela de Los Millares

Los Millares é um povoado pré-histórico situado no município de Santa Fe de Mondújar, a 17 km de Almeria (Espanha). É um dos sítios mais importantes da Europa na Idade do Cobre, e dá nome à Cultura de Los Millares, que se estendeu por Andaluzia, chegando até Múrcia e sul de Portugal.

## A cultura deLos Millares

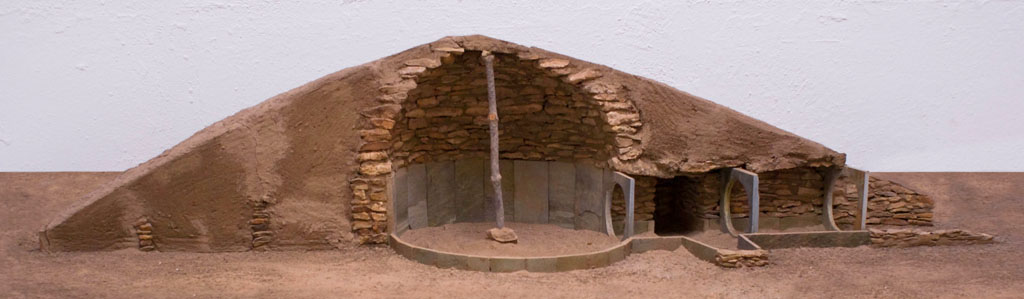
Maquete de um tolo de Los Millares.

Após os profundos câmbios na forma de vida que ocorreram no neolítico, a descoberta da metalurgia do cobre dá começo a um novo período da história, o calcolítico. Os utensílios metálicos geram uma maior eficiência tanto na produção de alimentos como nas atividades de defesa e ataque, bem como gera a necessidade do controlo das rotas de aprovisionamento do cobre. Esta nova situação seria a causa da aparição, na Península Ibérica, da cultura de Los Millares, cujas características principais são:
- Alto grau de fortificação dos povoados, o que contrasta com as populações neolíticas precedentes, dispersas e com poucas proteções.
- Necrópoles no exterior dos povoados, com abundância de enterramentos megalíticos coletivos em forma de tolos.
- Diferenciação social acusada nas tumbas.

Outros povoados destacáveis pertencentes a esta cultura são El Malagón, Cerro de la Virgen e Las Angosturas

### Cronologia e origens
As datações por Carbono 14 (calibradas) do povoado, situam-no entre finais do quarto milênio a.C. e o último quartel do terceiro milênio a.C. A muralha foi datada por volta de 2350 a.C.
Estas datas descartaram a antiga hipótese segundo a qual colonos do Egeu formaram o povoado trazendo consigo os enterramentos em forma de tolos e a metalurgia (hipótese difusionista da origem da metalurgia e do megalitismo na Península Ibérica). Em efeito, quando se fundou o povoado:
- Os tolos do Egeu não existiam ainda, já que os primeiros documentados são de meados do terceiro milênio a.C., enquanto os clássicos como o tesouro de Atreu são do Heládico Recente (segunda metade do segundo milênio a.C.)
- No Egeu encontravam-se na etapa do Bronze Antigo, e já estava generalizada a liga com estanho para formar o bronze, enquanto em Los Millares é utilizado o cobre.

Assim, a aparição da metalurgia responde provavelmente a uma descoberta autóctone. Foi a fabricação de armas e úteis metálicos, bem como o seu comércio, o elemento diferenciador que propiciou o grande desenvolvimento desta cultura, embora a atividade principal continuasse sendo a agricultura e a pecuária.

## O povoado de Los Millares
O povoado fica estrategicamente próximo às minas de cobre da serra de Gádor, num promontório em forma de esporão, entre o rio Andarax e a rambla de Huéchar. Tem uma cidadela interior murada e é rodeado por outras três muralhas concêntricas, reforçadas com torres de planta semicircular e bastiões; conta ademais com numerosas defesas exteriores nas elevações próximas (localizaram-se até 15 fortins), muitas delas fortemente defendidas mediante muralhas concêntricas. Acredita-se que se utilizavam também para o armazenamento de cereais.
Estima-se que podia contar com uma população de cerca de 1000 pessoas. A necrópole, frente à muralha exterior, ocupa por volta de 2 ha., e contém perto de um centenar tumbas, a maioria dos tolos. Dentro das muralhas encontra-se um conjunto de moradias simples, junto com um grande edifício com evidências de fundição do cobre.

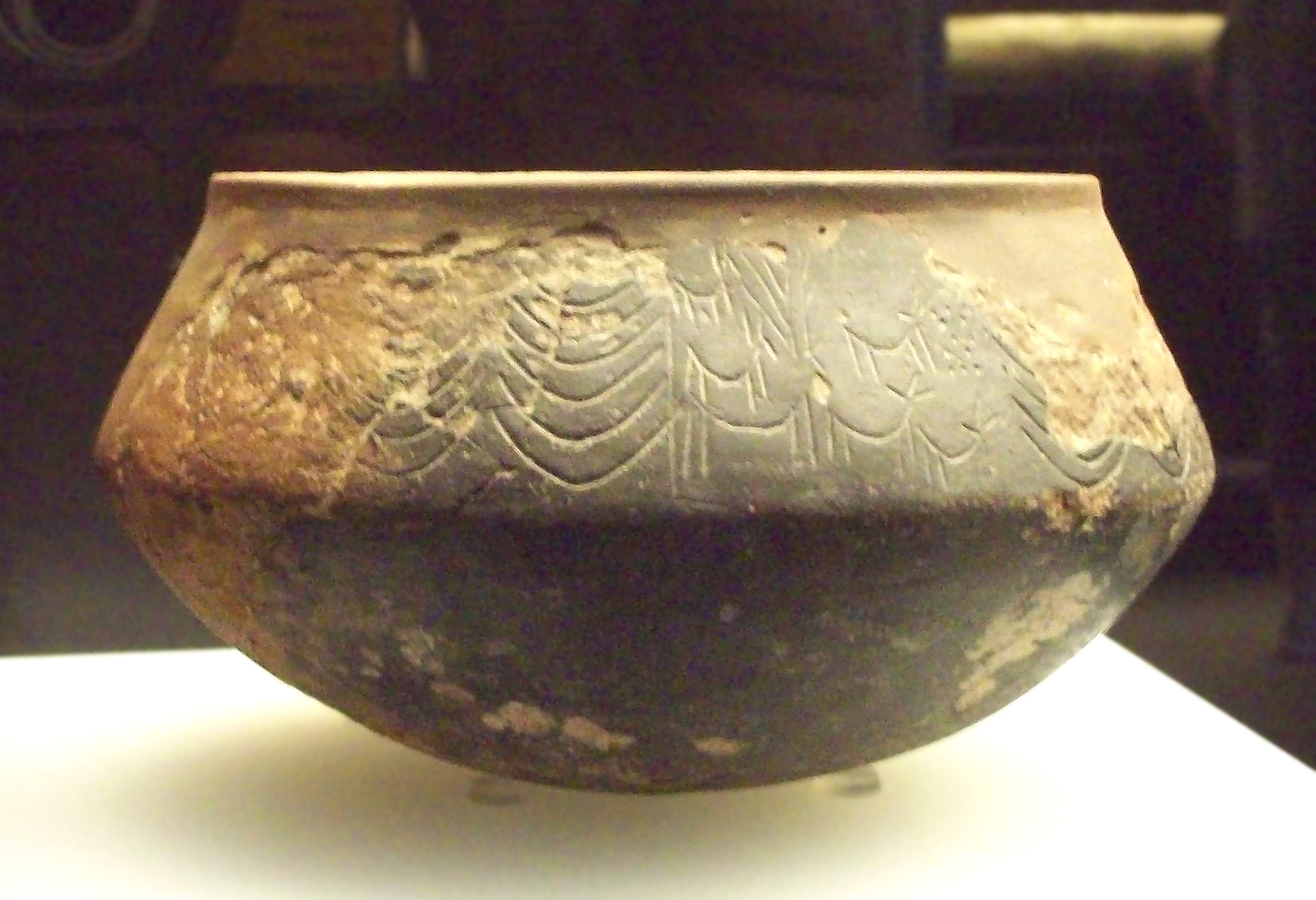
Cerâmica de Los Millares (M.A.N., Madrid)

A cerâmica recuperada inclui tanto peças lisas como decoradas, incluindo tigelas com motivos em forma de óculos. Desenhos similares aparecem em vários ídolos de pedra também recuperados. A partir de meados do terceiro milênio, encontram-se já cerâmicas de Cultura Campaniforme.
O povoado foi descoberto em 1891, durante a construção de uma via férrea, e foi escavado pela primeira vez por Luis Siret.